# Theriosuchus
Theriosuchus — вимерлий рід атопозавридівних неозухіан з пізньої юри до ранньої крейди Європи (Угорщина та південна Англія), Південно-Східної Азії (Таїланд) і західної частини Північної Америки (Вайомінг), з фрагментарними записами з місць середньої юри та ранньої крейди в Китаї, Марокко і Шотландія.

## Таксономія
Наразі визнано три дійсних види: Theriosuchus pusillus з південної Англії, T. grandinaris з Таїланду і T. morrisonensis із формації Моррісон у Північній Америці. Теріозухів раніше відносили до Atoposauridae, але кладистичний аналіз 2016 року виявив, що він є неозухієм, тобто більш близьким до членів родини Paralligatoridae.
Два види, раніше віднесені до цього роду, Theriosuchus ibericus і T. symplesiodon, були перенаправлені до нового роду Sabresuchus. З іншого боку, Theriosuchus guimarotae з Португалії було перенаправлено на Knoetschkesuchus.